# Gradientwind
Der Gradientwind bezeichnet in der Meteorologie ein Wind-Modell, bei dem sich
- die Druckgradientkraft (infolge der Druckunterschiede zwischen einem Hoch- und einem Tiefdruckgebiet),
- die Corioliskraft (infolge der Erddrehung) sowie
- die Zentrifugalkraft (infolge der Eigendrehung eines Hoch- oder Tiefdruckgebietes)

im Kräftegleichgewicht befinden. Lokale Effekte, beispielsweise durch Gebirge oder Bodenreibung, werden nicht berücksichtigt.
Der Gradientwind ist eine Erweiterung des geostrophischen Windes sowie des zyklostrophischen Windes, sodass auch der Begriff geostrophisch-zyklostrophischer Wind benutzt wird. Er stellt die beste Näherung an den realen Wind dar, die aus Wetterkarten und Höhenwindmessungen noch relativ genau vorhergesagt werden kann.

## Geschwindigkeit des Gradientwindes
Die Geschwindigkeit des Gradientwindes ist abhängig von der ihm aufgezwungenen Bahn:

### Zyklonal

Kräfte am zyklonalen Gradientwind. Die Richtung der Geschwindigkeit stimmt nur für die Nordhalbkugel.

Bei einer zyklonalen Bewegung dreht sich die Luft um ein Tiefdruckgebiet. Die Corioliskraft {\displaystyle F_{\mathrm {C} }} zeigt dabei zusammen mit der Zentrifugalkraft {\displaystyle F_{\mathrm {Z} }} weg vom Zentrum, die Druckgradientkraft {\displaystyle F_{\mathrm {D} }} zeigt zum Zentrum. Es gilt folglich
{\displaystyle F_{\mathrm {C} }+F_{\mathrm {Z} }=F_{\mathrm {D} }\quad \Leftrightarrow \quad f_{\mathrm {c} }v+{\frac {v^{2}}{R}}=-{\frac {1}{\rho }}{\frac {\partial p}{\partial n}}}
Nach Auflösen nach der Geschwindigkeit {\displaystyle v} ergibt sich
{\displaystyle v=-{\frac {Rf_{\mathrm {c} }}{2}}\pm {\sqrt {\left({\frac {Rf_{\mathrm {c} }}{2}}\right)^{2}-{\frac {R}{\rho }}{\frac {\partial p}{\partial n}}}}}
Weil die Gleichung quadratisch ist, gibt es zwei theoretisch mögliche Lösungen. Die negative erfordert aber höhere Windgeschwindigkeiten und stellt sich deshalb in der Realität nie ein. Für die tatsächliche Geschwindigkeit gilt deshalb
{\displaystyle v=-{\frac {Rf_{\mathrm {c} }}{2}}+{\sqrt {\left({\frac {Rf_{\mathrm {c} }}{2}}\right)^{2}-{\frac {R}{\rho }}{\frac {\partial p}{\partial n}}}}}
Dabei ist
{\displaystyle R} der Radius der Kreisbahn
{\displaystyle p} der Druck
{\displaystyle \rho } die Luftdichte
{\displaystyle f_{\mathrm {c} }} der Coriolisparameter
Weil die Corioliskraft hier zusammen mit der Zentrifugalkraft die Druckgradientkraft ausgleicht, ist der zyklonale Gradientwind langsamer als der geostrophische Wind (subgeostrophisch).

### Antizyklonal

Kräfte am antizyklonalen Gradientwind. Die Richtung der Geschwindigkeit stimmt nur für die Nordhalbkugel.

Bei einer antizyklonalen Bewegung dreht sich die Luft um ein Hochdruckgebiet. Die Druckgradientkraft {\displaystyle F_{\mathrm {D} }} zeigt dabei zusammen mit der Zentrifugalkraft {\displaystyle F_{\mathrm {Z} }} weg vom Zentrum, die Corioliskraft {\displaystyle F_{\mathrm {C} }} zeigt zum Zentrum. Es gilt folglich
{\displaystyle F_{\mathrm {C} }-F_{\mathrm {Z} }=F_{\mathrm {D} }\quad \Leftrightarrow \quad f_{\mathrm {c} }v-{\frac {v^{2}}{R}}=-{\frac {1}{\rho }}{\frac {\partial p}{\partial n}}}
Nach Auflösen nach der Geschwindigkeit {\displaystyle v} ergibt sich als Lösung
{\displaystyle v={\frac {Rf_{\mathrm {c} }}{2}}-{\sqrt {\left({\frac {Rf_{\mathrm {c} }}{2}}\right)^{2}+{\frac {R}{\rho }}{\frac {\partial p}{\partial n}}}}}
Hier gibt es wieder zwei theoretisch mögliche Lösungen, die Negative erfordert aber die geringere Geschwindigkeit und stellt sich deshalb in der Realität ein.
Weil die Corioliskraft hier die Druckgradientkraft und die Zentrifugalkraft ausgleichen muss, ist der antizyklonale Gradientwind schneller als der geostrophische Wind (supergeostrophisch). Bei gleichem Druckgradienten weht der Wind folglich um ein Hochdruckgebiet stärker als um ein Tiefdruckgebiet.

## Kritische Krümmung
Bei besonders kleinen Hochdruckgebieten mit starkem Druckgradienten führt die hohe Zentrifugalkraft dazu, dass der Gradientwind ein Gleichgewicht zwischen Corioliskraft und der Summe von Zentrifugal- und Druckgradientkraft nicht erreichen kann. Hochdruckgebiete werden deshalb unterhalb eines bestimmten minimalen Radius {\displaystyle R_{\text{krit}}}, gleichbedeutend mit einer großen Krümmung, instabil. Die Luft kann nicht mehr auf einer festen Kreisbahn strömen, sondern fließt nach außen vom Hochdruckgebiet weg. Dabei löst sich das Hochdruckgebiet teilweise auf, bis der Druckgradient so schwach ist, dass wieder eine stabile Bahn erreicht werden kann. Die kritische Krümmung {\displaystyle \kappa _{\text{krit}}} folgt aus der quadratischen Gleichung zur Lösung des Kräftegleichgewichts des antizyklonalen Gradientwindes.
Für die Geschwindigkeit gibt es nur dann eine reelle Lösung, solange der Wert unter der Wurzel nicht negativ wird. Für den antizyklonalen Gradientwind steht dort
{\displaystyle {\sqrt {\left({\frac {Rf_{\mathrm {c} }}{2}}\right)^{2}+{\frac {R}{\rho }}{\frac {\partial p}{\partial n}}}}}
Weil der Druckgradient {\displaystyle \textstyle {\frac {\partial p}{\partial n}}} immer negativ ist, können negative Werte unter der Wurzel auftreten. Der minimale Radius {\displaystyle R_{\text{krit}}}, bei dem der Term unter der Wurzel gerade noch nicht negativ ist, wird erreicht, wenn gilt
{\displaystyle \left({\frac {R_{\text{krit}}f_{\mathrm {c} }}{2}}\right)^{2}+{\frac {R_{\text{krit}}}{\rho }}{\frac {\partial p}{\partial n}}=0}
Nach dem Auflösen nach {\displaystyle R_{\text{krit}}} erhält man
{\displaystyle R_{\text{krit}}={\frac {4}{f_{\mathrm {c} }^{2}\rho }}\left|{\frac {\partial p}{\partial n}}\right|={\frac {4}{f_{\mathrm {c} }v_{\mathrm {g} }}}}
Für die kritische Krümmung {\displaystyle \kappa _{\text{krit}}} ergibt sich damit
{\displaystyle \kappa _{\text{krit}}={\frac {1}{R_{\text{krit}}}}={\frac {f_{\mathrm {c} }v_{\mathrm {g} }}{4}}}
Dabei ist
- {\displaystyle v_{\mathrm {g} }} die Geschwindigkeit des geostrophischen Windes
- {\displaystyle f_{\mathrm {c} }=2\,\Omega \,\sin \varphi } der Coriolisparameter mit
  - der Winkelgeschwindigkeit der Erde {\displaystyle \Omega ={\frac {2\pi }{86164\;\mathrm {s} }}\approx {\frac {2\pi }{24\;\mathrm {h} }}}
  - der geographischen Breite {\displaystyle \varphi }.

Weil der Coriolisparameter mit zunehmender geographischer Breite zunimmt, sind zu den Polen hin immer größere Krümmungen und damit immer kleinere Hochs möglich.
Die Windgeschwindigkeiten um ein Hochdruckgebiet können durch diese Begrenzung der Druckgradientkraft nicht beliebig groß werden. Sehr starke Winde können deshalb nur um Tiefdruckgebiete auftreten.